# 7501-es mellékút (Magyarország)
A 7501-es számú mellékút egy bő hat kilométer hosszú, négy számjegyű mellékút Somogy vármegye északnyugati részén.

## Nyomvonala
A 7-es főútból ágazik ki, annak 172+650-es kilométerszelvényénél lévő körforgalmú csomópontból, Hollád és Tikos közigazgatási területeinek határán. Az ellenkező irányból ugyanebbe a körforgalomba a Szenyértől induló és Somogysámsonon át idáig tartó 6803-as út torkollik be, dél-délnyugati irányból, majdnem pontosan 25 kilométer megtétele után.
Körülbelül 850 méter megtétele után keresztezi felüljáróval az M7-es autópályát, előtte mintegy 150-200 méterrel találkozik a Budapest felé vezető pályatest le- és felhajtó ágaival (70 857, 70 858), a felüljáró északi hídfője után pedig a Letenye felé vezető pályaoldal fel- és lehajtó ágaival (70 856, 70 855). Közben elhalad Tikos, Hollád és Balatonszentgyörgy hármashatára mellett, a két utóbbi ág már balatonszentgyörgyi területen torkollik bele.
1,3 kilométer után teljesen balatonszentgyörgyi területre érkezik, a 3. kilométere után kicsivel pedig beér Battyánpuszta településrész házai közé. 3,5 kilométer után beletorkollik kelet-északkelet felől a 75 101-es út, amely Balatonszentgyörgy ófalujában indul a 76-os főútból kiágazva és itt ér véget; a településrész házaitól északra; 4,4 kilométer után pedig kiágazik belőle, délnyugat felé a 75 102-es út, amely a zsákfalunak tekinthető Vörsre vezet.
5,1 kilométer után eléri az út a 30-as számú Budapest–Murakeresztúr-vasútvonalat és amellé simulva északkeleti irányba fordul. 5,6 kilométer után áthalad a 76-os főút felüljárója alatt (a főút itt a 4+800-as kilométerszelvénye táján jár), majd beér a település házai közé. Ott a Berzsenyi Dániel utca nevet veszi fel és keleti irányt vesz; így halad az utolsó szakaszán. A 76-os főútba torkollva ér véget, annak 4+100-as kilométerszelvényénél, Balatonszentgyörgy központjában.
Teljes hossza, az országos közutak térképes nyilvántartását szolgáló kira.gov.hu adatbázisa szerint 6,378 kilométer.